# Жгучая тайна (фильм)
«Жгучая тайна» (англ. Burning Secret) — кинофильм, экранизация одноимённой новеллы Стефана Цвейга.

## Сюжет
Мать с сыном в зимнее время приезжают в санаторий (мальчику нужно лечение, поскольку он страдает приступами астмы). Там они встречают таинственного человека, который представляется бароном и берётся им помогать. О себе он рассказывает скупо: говорит о том, что участвовал в Первой мировой войне, был ранен.
Через какое-то время смышлёный не по годам мальчик замечает, что он лишний в компании матери и барона, что тот хочет избавиться от него. Он понимает и цель этого человека — соблазнить его мать, сохранившую, несмотря на почти «бальзаковский» возраст, необыкновенную притягательность. В конечном счёте мальчик выслеживает пару и мешает осуществиться измене.
При этом рассерженная на него мать в сердцах говорит ему обидные слова, после чего он сбегает.
Он бежит той же ночью, в сильный мороз, тяжело дыша: в любую минуту с ним может случиться новый приступ астмы, а рядом никого нет. Но, к счастью, всё обходится. Мальчик прибегает на вокзал и садится в поезд, который увозит его назад, в родной город. Тем временем мать, уже раскаявшаяся в своей слабости, ищет сына. Узнав, что он уехал домой один, она начинает бояться, что сын выдаст её отцу. Она срочно всё бросает и мчится домой.
Дома отец (дипломат) видит сына и недоумевает, почему тот вернулся так неожиданно, да ещё один. Вскоре приезжает и его жена, думающая, что сын уже ему всё рассказал. Она смущена и не знает, что сказать. Но мальчик великодушно выручает её. Он говорит отцу, что неподобающим образом вёл себя с матерью, они поссорились, и он сбежал, но теперь он раскаивается. Отец гладит сына по голове и говорит, чтобы тот шёл спать. В финальной сцене благодарная мать заходит в комнату уже спящего сына и склоняется над его кроватью.

## Награды
Фильм получил призы на Брюссельском и Венецианском кинофестивалях.